# Музыкальный видеоклип
Музыкальный видеоклип — короткий кино- или видеофрагмент (видеоклип), сопровождающий музыкальную композицию. Как правило, существует в кино- или видеоформате, но бывают и анимационные музыкальные клипы, при производстве которых используется анимация. Клип отображает стилистику музыки, нередко иллюстрирует песню, иногда показывает внешние данные артиста с наиболее выгодных ракурсов. Видеоклип может содержать визуально-сюжетную линию событийной истории песни, сценарий на которую подготавливается режиссёром-«клипмейкером».
Различают постановочные, концертные, анимационные клипы.
Видеоклипы в основном снимаются для показа по ТВ или в сети Интернет. Также кадры из клипов часто сопровождают исполнение песни на концертах. Видео- или киноклип может быть фрагментом полнометражного фильма.

## История

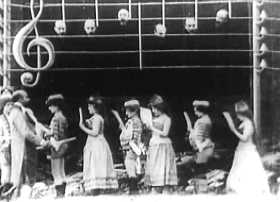
«Меломан» Жоржа Мельеса

### Ранняя история. Киноклипы
Определить «первый» клип не представляется возможным, так как киносъёмка под музыку появилась сразу же с изобретением звукового кино в конце 1920-х годов. А ещё до того снимались короткометражные ленты, специально синхронизированные для исполнения под музыку, например, «Человек-оркестр» (1900) и «Меломан» (1903) Жоржа Мельеса.
Хотя большинство клипов того периода представляют собой просто съёмку выступления артистов, отдельные клипы уже были выполнены аналогично современным: использовался монтаж, съёмка с нескольких камер, доступные в то время спецэффекты, иногда даже присутствовал сюжет. Поскольку эти ролики демонстрировались не по ТВ, а в кинотеатрах, то основным форматом был не клип на одну песню, а мини-фильм из нескольких песен. В 1934 году был снят фильм «Веселые ребята», где был показан первый мультипликационный клип на песню «Чёрная стрелка». Впоследствии он показывался отдельно, как самостоятельная единица между передачами. В декабре 1937 года в СССР начали выходить «фильмы-запевалы», предназначенные для пения в кинозалах. Всего появилось около семидесяти подобных клипов, включая гимн Советского Союза. В 1944 году их производство прекратилось.
Студия Уолта Диснея, в то же время, выпустила целую серию короткометражных мультфильмов «Silly Symphonies», целиком положенных на классическую музыку.

### Клипы на телевидении
С распространением телевидения, клипы стали важной частью продвижения артиста. В 1964 году на BBC начал выходить еженедельный хит-парад Top of the Pops. Чтобы не приезжать каждую неделю на съёмки, многие группы снимали яркие, запоминающиеся видео, увеличивающие их шансы на успех в хит-параде. The Beatles с роликами для Strawberry Fields Forever, Rain, Paperback Writer и Penny Lane были законодателями мод в 1960-е. Клипы для Top of the Pops снимали The Kinks (Dead End Sreet, 1966), Дэвид Боуи (Space Oddity, 1969), Small Faces и другие группы и исполнители 1960-х. В 1970-е к ним присоединились Queen, Black Sabbath. Шведская группа ABBA после победы на конкурсе Евровидение начала активно снимать видеоклипы для продвижения своих альбомов и синглов по всему миру. С оглушительного успеха клипа группы Queen на песню «Bohemian Rhapsody» (1975), многие отсчитывают начало расцвета музыкальных видео на ТВ. С тех пор клипы стали постоянным атрибутом эстрадных исполнителей.
Канал MTV открылся в 1981 году, и вскоре культура видеоклипов сделала большой шаг вперед. Прежде поклонники могли увидеть своих кумиров в основном на концертах и фотографиях. Теперь же для исполнителей поп-музыки стало так же важно снимать качественные и оригинальные видеоклипы, как и выступать вживую. Наступила эра дорогих, качественных клипов со сложной режиссурой и большой массовкой. Например, некоторые клипы Майкла Джексона (Remember the Time, Black or White, Thriller) стоили по 1-2 миллиона долларов и в них снимались голливудские звёзды вроде Эдди Мерфи. Всё чаще в клипах применяются спецэффекты из арсенала кино, такие как компьютерная графика. Так в клипе Филиппа Киркорова на песню «Милая» (1995) использована графика на тему франшизы «Том и Джерри».
В эпоху расцвета видеоклипов появился феномен «виртуальных групп» — музыкальных проектов, не выступающих вживую и доносящих свою музыку до зрителя только в аудиозаписях и видеоклипах. При этом исполнители могли даже не появляться в клипах или делать их чисто анимационными. Например, виртуальная группа Gorillaz прославилась своими анимационными клипами, в которых появляются вымышленные персонажи — «члены группы». Электронный проект Crazy Frog существует исключительно в виде клипов.

### Клипы в интернете
Новым словом в истории видеоклипов стало появление интернет-трансляции на таких сервисах, как YouTube, Rutube, Google Video и др. Поскольку у них отсутствует формат, определяемый редакцией, зрителю стали доступны клипы любых исполнителей — популярных, андеграундных и даже начинающих любителей. Такие исполнители, как Джиган, Loituma, добились известности именно благодаря клипам в Интернете. Кроме того, благодаря широко распространённым программам видеомонтажа (Windows Movie Maker, Pinnacle Studio и др.), сейчас практически любой человек может монтировать музыкальные клипы и выкладывать их в интернет.

### Лирик-видео
Лирик-видео — видеоклипы, в которых текст песни является основным элементом видеоряда. Лирик-видео стали популярны в 2010-х, когда исполнителям стало относительно легко распространять видео через такие сайты, как YouTube. Многие из них даже не имеют изображения исполнителей, а представляют собой просто фон со словами песни поверх него, появляющиеся одновременно с исполнением их в песне. Таким образом, их достаточно просто создавать, и зачастую они выступают в качестве дополнения к более традиционному музыкальному видео. Несмотря на то, что эта идея стала популярной в 2010-х годах, она использовалась гораздо раньше. В видеоклипе на песню R.E.M. «Fall on Me» текст песни перемежается абстрактными видеокадрами. В 1987 году Принс выпустил клип на свою песню «Sign o’ the Times». В видеоролике пульсирующие под музыку слова песни накладываются на абстрактные геометрические фигуры; этот эффект был создан Биллом Конерсманом. В следующем году был выпущен видеоклип на сингл Talking Heads «(Nothing But) Flowers», в котором текст песни был наложен на изображения участников группы или находился рядом с ними. В 1990 году Джордж Майкл выпустил «Praying for Time» в виде лирик-видео. Он отказался создавать традиционный музыкальный клип, поэтому его лейбл выпустил простой клип, в котором текст песни отображался на чёрном фоне. «Closer» группы The Chainsmokers с участием Холзи — самое просматриваемое лирик-видео на YouTube.